# Embaixada do Morro
A Associação Recreativa Cultural Escola de Samba Embaixada do Morro é uma das mais tradicionais e vitoriosas escolas de samba de Guaratinguetá. Suas cores oficiais são o vermelho e branco.
A sede social situa-se no Bairro da Pedreira, logo na entrada da cidade, às margens da Rodovia Presidente Dutra.[carece de fontes?] A sede administrativa está no bairro do Alto das Almas.

## História
A Embaixada do Morro foi fundada como um bloco carnavalesco, no dia 1º de janeiro de 1944. Seus fundadores foram José de Oliveira Osório (Zezinho Terra-Boa), José Vieira dos Santos (Pel), José Galvão (Pinduca), Eduardo Leite (Dadá), João Filinto e Paulo dos Santos (Dorly).
Em 1965, a agremiação passou de bloco para Grêmio Recreativo Cultural Escola de Samba. Desde 2007, passou a denominar-se Associação Recreativa Cultural Escola de Samba Embaixada do Morro.[carece de fontes?]
Em 2008, enfocando a importância da imigração árabe para o Vale do Paraíba, iniciou-se o triunvirato que se confirmaria posteriormente. Em 2009, com o enredo falando sobre o PAPEL, dotado de 04 alegorias, 12 alas e 800 componentes, sagrou-se bicampeã.
Em 2010, a Comissão de Carnaval escolheu o tema: " ... E a moda virou samba nos versos de Noel!" (abordando a moda), buscando o tricampeonato, através de sua 17ª conquista, mas devido a prefeitura local cancelar os desfiles, em virtude do flagelo das chuvas, postergou os trabalhos para 2011. No dia 09 de março de 2011, após a apuração das notas, a agremiação conformou-se como tricampeã, com a perda de apenas quatro décimos.
Para o Carnaval 2012, a Comissão de Carnaval apresentou oficialmente o seu tema-enredo, oportunamente intitulado: “No espelho dos teus lábios, te contemplo e vejo ... Quem sou eu ? O Beijo ! "” (a história do beijo), ficando com o vice-campeonato, num resultado muito contestado também pelas agremiações co-irmãs.

## Segmentos

### Presidentes de honra
| Nome                    | Mandato        | Ref.  |
| ----------------------- | -------------- | ----- |
| Genilton Nunes M. Cesar | ? - atualidade | [ 2 ] |

### Intérpretes
| Carnavais | Intérprete Oficial                       | Ref. |
| --------- | ---------------------------------------- | ---- |
| 1980      | Flávio Augusto e Criuza                  |      |
| 1982-1985 | Rico Medeiros                            |      |
| 1986      | Marquinhos Cabral e Carlinhos de Pilares |      |
| 1987      | Rico Medeiros e Marquinhos Cabral        |      |
| 1988      | Rico Medeiros e Baianinho                |      |
| 1989-1992 | Rico Medeiros                            |      |
| 1994-1995 | Márcio Arrezzi                           |      |
| 1996-2001 | Rixxah                                   |      |
| 2002      | Rixxah e Márcio Arrezzi                  |      |
| 2003      | Paulo Henrique, Dilsinho e Lucas         |      |
| 2004-2005 | Bruno Ribas                              |      |
| 2006-2007 | Léh BKG                                  |      |
| 2008-2012 | Wander Pires                             |      |
| 2014      | Daniel Collête                           |      |
| 2018      | Ito Melodia                              |      |
| 2020      | Bruno Ribas                              |      |

### Diretores
| Ano  | Diretor de Carnaval | Diretor geral de harmonia | Mestre de bateria | Ref. |
| ---- | ------------------- | ------------------------- | ----------------- | ---- |
| 2017 |                     | Alexandre Alves "Bola"    | Zé Carlos         |      |
| 2020 | Tiago Domingos      | Alexandre Alves "Bola"    | Zé Carlos         |      |

### Coreógrafo
| Ano  | Nome           | Ref. |
| ---- | -------------- | ---- |
| 2020 | Layla Mulinari |      |

### Casal de Mestre-sala e Porta-bandeira
| Ano       | Nome                                 | Ref. |
| --------- | ------------------------------------ | ---- |
| 2012-2014 | Julinho e Rute Alves                 |      |
| 2017      | Phelipe Lemos e Dandara Ventapane    |      |
| 2020      | Marcinho Siqueira e Cristiane Caldas |      |

### Rainhas de bateria
| Período   | Rainha          | Ref. |
| --------- | --------------- | ---- |
| 2011-2012 | Fernanda Guido  |      |
| 2014-2020 | Isabelle Bastos |      |

## Carnavais
| Ano                                                                               | Colocação   | Grupo | Enredo | Carnavalesco | Ref.        |
| --------------------------------------------------------------------------------- | ----------- | ----- | --- | --- | ----------- |
| 1970                                                                              | Campeã      | 1     | Descobrimento do Brasil | | [ 1 ]       |
| 1971                                                                              | Campeã      | 1     | Carlos Gomes | | [ 1 ]       |
| 1972                                                                              | Campeã      | 1     | Zumbi dos Palmares | | [ 1 ]       |
| 1973                                                                              | Campeã      | 1     | Bahia e Suas Tradições | | [ 1 ]       |
| 1974                                                                              | Vice-campeã | 1     | Meu Brasil Mulato | | [ 1 ]       |
| 1975                                                                              | Campeã      | 1     | Carnaval, Festa do Povo | | [ 1 ]       |
| 1976                                                                              | Vice-campeã | 1     | Lendas e Mistérios da Amazônia | | [ 1 ]       |
| 1977                                                                              | Vice-campeã | 1     | Mitologia e História de Minas Gerais | | [ 1 ]       |
| 1978                                                                              | 4º lugar    | 1     | Violão: A História da Música Popular Brasileira | | [ 1 ]       |
| 1979                                                                              | Vice-campeã | 1     | Somos Filhos de Canaã, De Sidon, A Cidade do Rei | | [ 1 ]       |
| 1980                                                                              | Vice-campeã | 1     | Alforria, Um Ideal de Liberdade | | [ 1 ]       |
| 1981                                                                              | Campeã      | 1     | Os Doze Trabalhos de Hércules | | [ 1 ]       |
| 1982                                                                              | Vice-campeã | 1     | O Bailar da Lua no Esplendor da Noite | | [ 1 ]       |
| 1983                                                                              | 4º lugar    | 1     | A Arca de Noé | | [ 1 ]       |
| 1984                                                                              | Campeã      | 1     | Guaratinguetá, Desculpe a Demora | | [ 1 ]       |
| 1985                                                                              | Vice-campeã | 1     | Das Raízes da Senzala à Porta-Bandeira e Mestre-Sala | | [ 1 ]       |
| 1986                                                                              | Campeã      | 1     | Abre-te Sésamo Que Eu Quero Passar | | [ 1 ]       |
| 1987                                                                              | Vice-campeã | 1     | Pra Não Dizer Que Não Falamos de Flores | | [ 1 ]       |
| 1988                                                                              | Vice-campeã | 1     | Tem Gente Que Não Gosta | | [ 1 ]       |
| 1989                                                                              | 3º lugar    | 1     | Ogoyama, O Rio do Amor | | [ 1 ]       |
| 1990                                                                              | 4º lugar    | 1     | Liberdade: Sonho, Ilusão ou Realidade? | | [ 1 ]       |
| 1991                                                                              | 3º lugar    | 1     | Deuses, Sábios e Doutrinas | | [ 1 ]       |
| 1992                                                                              | 4º lugar    | 1     | Desenredo | | [ 1 ]       |
| Em 1993, não ocorreu desfile oficial.                                             |             |       | | |             |
| 1994                                                                              | Vice-campeã | 1     | No Princípio, Era o Morro | | [ 1 ]       |
| 1995                                                                              | Campeã      | 1     | Eu Tenho a Força | | [ 1 ]       |
| 1996                                                                              | Campeã      | 1     | Vermelho da Paixão e da Sedução | | [ 1 ]       |
| Em 1997, não ocorreu desfile oficial.                                             |             |       | | |             |
| 1998                                                                              | 3º lugar    | 1     | Liso, Lesado e Louco | | [ 1 ]       |
| 1999                                                                              | Campeã      | 1     | A Fé Não Costuma Falhar | | [ 1 ]       |
| Em 2000, não ocorreu desfile oficial.                                             |             |       | | |             |
| 2001                                                                              | Vice-campeã | 1     | Transbordando Esperança e Axé, a Virada é com Samba no Pé! | | [ 1 ]       |
| 2002                                                                              | Vice-campeã | 1     | Dos Bons Filhos da Pedreira à Bonfiglio de Oliveira | | [ 1 ]       |
| 2003                                                                              | Vice-campeã | 1     | Guaratinguetá apresenta Cunha Para Ti | | [ 1 ]       |
| 2004                                                                              | Campeã      | 1     | Na Química da Vida ... Samba, Amor e Arte são Forças da Comunidade | | [ 1 ]       |
| 2005                                                                              | Vice-campeã | 1     | Água, Fonte de Vida ... O Sangue do Vale é o Paraíba! | | [ 1 ]       |
| 2006                                                                              | Campeã      | 1     | Santo de Casa Faz Milagre | Comissão de Carnaval Tiago Domingos, “Tilica do Pel”, Sávio Reis, Mateus Domingos, José Cláudio e Nei Tenório.                                    | [ 1 ]       |
| 2007                                                                              | 3º lugar    | 1     | De Guaypacaré à Hepacaré ... Uma Viagem das Garças Brancas à Terra das Palmeiras Imperiais                                                                                        | | [ 1 ]       |
| 2008                                                                              | Campeã      | 1     | Do Oriente ao Ocidente: Uma Odisséia das Arábias ao Vale Sagrado! | | [ 1 ]       |
| 2009                                                                              | Campeã      | 1     | Da Antiguidade à Modernidade ... Eis o Papel Transformando a Humanidade! | | [ 4 ]       |
| Devido às fortes chuvas que atingiram Guaratinguetá, não ocorreu desfile em 2010. |             |       | | |             |
| 2011                                                                              | Campeã      | 1     | ...E a moda virou samba nos versos de Noel | | [ 5 ]       |
| 2012                                                                              | Vice-campeã | 1     | No espelho dos teus lábios, te contemplo e vejo ... Quem sou eu ? O Beijo ! | | [ 6 ]       |
| Em 2013, não ocorreu desfile.                                                     |             |       | | |             |
| 2014                                                                              | Vice-campeã | 1     | Pelos poderes do samba Compositores: Guilherme do Tilica, Serginho da Marsivan, Cahê do Cavaco, Francarlo, Ero, Dudu Henrique, Julio Beija Flor, Ernesto de Castro e Vera do Sebá | | [ 7 ] [ 2 ] |
| Nos anos de 2015, 2016 e 2017 e Agremiação não desfilou.                          |             |       | | |             |
| 2018                                                                              | 3º lugar    | 1     | E daí, que diferença faz? Na folia do carnaval a inclusão é social! Jubileu de Ouro da Apae.                                                                                      | Comissão de Carnaval Tiago Domingos, Mateus Domingos, Júnior Schall, Sávio Reis, Zé Claudio, Claudemir Tenório e Nei Tenório.                     |             |
| 2020                                                                              | Vice-campeã | 1     | Diga, espelho meu, se há na avenida alguém mais vidrado que eu?! | Comissão de Carnaval Adelson Rocha "Hulck" Claudemir Tenório, Mateus Domingues, Nei Tenório, Sávio Reis, Thomas Reis, Tiago Domigos e Zé Claudio. |             |